# Ôgi-Hyôga
Ôgi-Hyôga (von japanisch 扇氷河 ‚Fächergletscher‘) ist ein Gletscher im ostantarktischen Königin-Maud-Land. Im Königin-Fabiola-Gebirge fließt er zwischen Mount Derom und dem Moränenfeld Ôgi-ga-hara in südwestlicher Richtung.
Japanische Wissenschaftler nahmen 1969 Vermessungen und 1979 die Benennung vor.